# صالح بن يوسف
صالح بن يوسف (ميدون، 11 أكتوبر 1907 - فرانكفورت، 12 أغسطس 1961)، هو أحد أبرز قادة الحركة الوطنية التونسية. تولى الأمانة العامة للحزب الحر الدستوري الجديد كما تولى وزارة العدل في حكومة محمد شنيق التفاوضية بين 1950 و1952. عارض سنة 1955 الاستقلال الداخلي الذي قبل به بورقيبة مما أدى إلى حدوث صدام بينهما. أدى الخلاف إلى حدوث شرخ في الحزب الدستوري وإلى دخول أنصار الفريقين في صراع مفتوح. ورغم حصوله على تأييد جزء كبير من الإطارات الدستورية خسر بن يوسف صراع الزعامة ووقع فصله من الحزب. اختار ابتداء من يناير 1956 اللجوء إلى المنفى وتقرب من جمال عبد الناصر. إلا أن إعلان الاستقلال في مارس 1956 والجمهورية في يوليو 1957 وابتعاده عن البلاد أدى إلى إضعاف موقفه ليقع في النهاية اغتياله في يونيو 1961 في ألمانيا.

## نشأته وبداياته
ولد بميدون بجربة في 11 أكتوبر 1907.في وسط على قدر كبير من الثراء تعلم مبادئ القراءة والكتابة في كتاب القرية (جامع حاضر باش) ولما بلغ الثامنة من عمره ارسله جده إلى العاصمة ليتعلم في المدارس العصرية فتحصل على الشهادة الابتدائية في مدرسة نهج التريبينال ثم التحق بمعهد كارنو
التحق بفرنسا لمواصلة تعليمه في السربون فحصل على الإجازة في الحقوق والعلوم السياسية سنة 1933. وعاد إلى تونس في صائفة 1934 ليفتح مكتب محاماة جعله مقرا لنشاطه الوطني والتحق مباشرة بصفوف الحزب الحر الدستوري الجديد واحتل فيه المراتب الأولى فكان يحضر اجتماعات الديوان السياسي والهيئة السياسية دون أن يكون عضوا فيهما.

## معارضته الاستقلال الداخلي

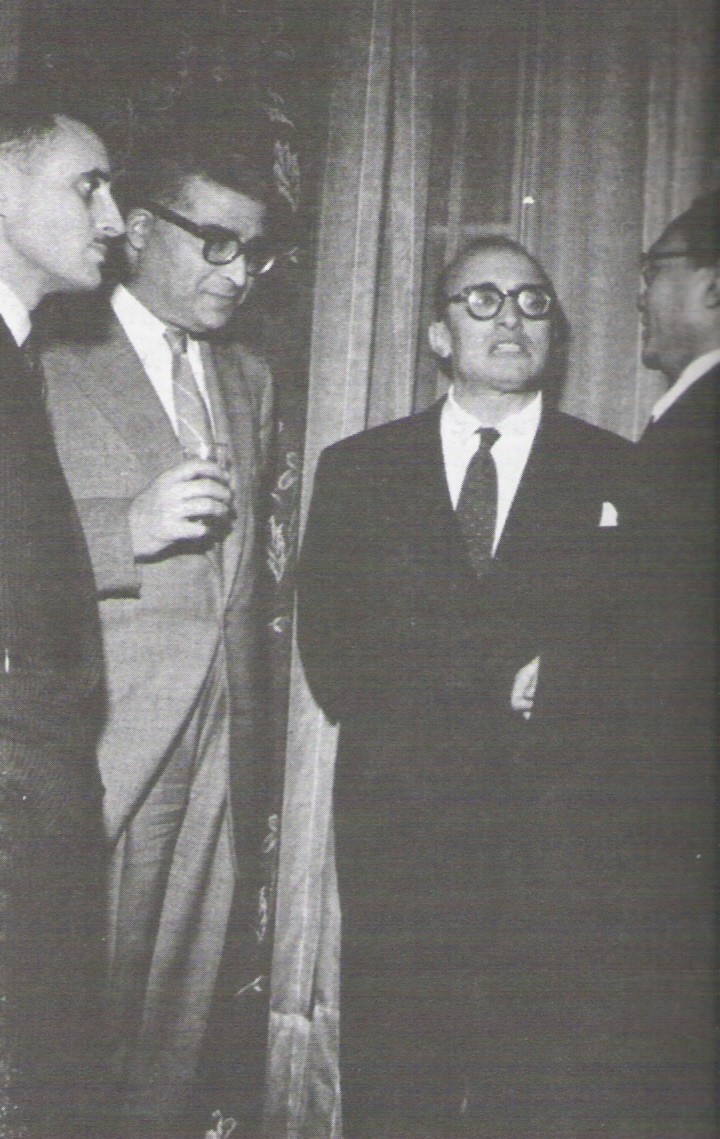
بن يوسف في مقر الأمم المتحدة عام 1952 ويظهر على يمينه الحبيب بورقيبة الابن والباهي الأدغم وعلى يساره الأمين العام للمنظمة الأممية يو ثانت

كان عام 1954 عاماً أسود بالنسبة للامبراطورية الفرنسية. فقد مني جيشها بهزيمة ثقيلة في معركة ديان بيان فو الشهيرة في فيتنام أو الهند الصينية، كما كانت تسمى في ذلك الوقت. وقد استقبلت الشعوب الراضخة للهيمنة الاستعمارية الفرنسية هذا الأمر بدهشة كبيرة ممزوجة بالأمل، إذ انه بدا لها أنها قادرة هي أيضا على الانتصار على تلك القوة الغاشمة التي ظلت تنكل بها على مدى عقود طويلة. وفي 18 جوان (حزيران) 1954، أطاحت الجمعية الوطنية الفرنسية حكومة لانيال وكلفت بيار منداس فرانس إجراء مفاوضات لإحلال السلام في الهند الصينية. وقد استقبل بورقيبة الذي كان آنذاك في المنفى هذه التطورات الجديدة بنوع من الانشراح والابتهاج، إذ انه كان يرتبط بعلاقات ودية برئيس الوزراء الفرنسي الجديد، وكان يثق في «صدقه ونزاهته» حسب تعبيره. وفي 30 جويلية (تموز) من العام المذكور، صادق مجلس الوزراء الفرنسي على مبدأ منح البلاد التونسية الاستقلال الداخلي. وفي اليوم التالي تحول بيار منداس فرانس إلى قرطاج مصحوبا بالماريشال جوان وبالسيد كريستيان فوشي الوزير المكلف بالشؤون التونسية والمغربية والمشهور بموالاته للجنرال ديغول، ليعلن أمام محمد الأمين باي عن نية فرنسا منح تونس استقلالها الداخلي قائلا: «إن درجة التطور التي بلغها الشعب التونسي والتي يحق لنا أن نبتهج بها، لا سيّما وقد ساهمنا كثيراً في ذلك، وكذلك قيمة نخبته اللافتة للنظر، تبرر قيام ذلك الشعب بإدارة شؤونه بنفسه. وبناء على ذلك فإننا مستعدون لإحالة الممارسة الداخلية للسيادة إلى شخصيات ومؤسسات تونسية».
وبناء على هذا التصريح، تكونت وزارة كلفت بقيادة المفاوضات وذلك يوم 8 أوت 1954، وقد ترأس هذه الوزارة السيد الطاهر بن عمار، وهو أحد أعيان العاصمة ومعروف باعتداله وبمواقفه الوطنية الشجاعة. وقد تمّ ذلك بموافقة من فرنسا ومن الحزب الحر الدستوري التونسي الذي كان يقود المعركة من أجل استقلال تونس منذ العشرينات. ومن «شانتيسي» في فرنسا، حيث كان هناك، سارع بورقيبة بتأييد المفاوضات بين فرنسا وتونس من أجل الاستقلال الداخلي طالبا من المقاومين المسلحين الذين كانوا يسمون آنذاك بـ «الفلاقة» بالنزول من الجبال، وتسليم أسلحتهم. وبالرغم من أن اليمين الفرنسي تمكن من إسقاط حكومة السيد بيار منداس فرانس متهما إياها بالتخلي عن شمال أفريقيا بعد التفويت في الهند الصينية، فإن المفاوضات الفرنسية ـ التونسية تواصلت بفضل السيد ادغار فور، رئيس الحكومة الفرنسية الجديد، الذي حرص على مقابلة بورقيبة في 21 أفريل (نيسان) 1955، ممهداً بذلك لإمضاء الاتفاقيات الفرنسية ـ التونسية في 3 جوان 1955. وقد نصّت تلك الاتفاقيات على استرجاع الدولة التونسية لجميع صلاحيات سيادتها الداخلية، غير أنها أبقت لفرنسا امتيازات كبيرة أمنيّة وعسكرية وسياسية. واستبشارا بهذه الاتفاقيات، خصّ الشعب التونسي الزعيم بورقيبة عند عودته إلى تونس يوم فاتح جوان/ حزيران من العام المذكور باستقبال جماهيري لم يسبق له مثيل، إذ حمل على الأعناق مسافات طويلة، ورافقته الجماهير الهاتفة بحياته من ميناء حلق الوادي حتى بيته بساحة «معقل الزعيم». اما الزعيم صالح بن يوسف الموجود آنذاك بسويسرا والذي كان أميناً عاماً للحزب الحر الدستوري، فقد عبّر عن معارضته التامة لاتفاقيات الاستقلال الداخلي متهما بورقيبة بـ «الخيانة الوطنية»، وحاثّا المقاومين على مواصلة الكفاح المسلح من أجل الحصول على الاستقلال التام لا بالنسبة لتونس فحسب، وإنما لجميع البلدان المغاربية. وبالرغم من أن عدة شخصيات وطنية بينها السيد المنجي سليم الذي كان يقود آنذاك المفاوضات الفرنسية ـ التونسية في باريس، كانت قد اتصلت بالزعيم صالح بن يوسف لإقناعه بضرورة التراجع عن موقفه ذاك، غير أنه رفض ذلك رفضاً قاطعاً مواصلاً نقده اللاذع لبورقيبة.

## الصدام مع بورقيبة
ولا بدّ من الإشارة إلى أن موقف صالح بن يوسف لاقى في البداية تجاوباً عند الكثيرين، خصوصاً أن الاتفاقيات كانت تنصّ على ضرورة تقيّد تونس بمعاهدة باردو التي تمّ بموجبها دخول الاستعمار إلى البلاد، كما أنها تمنح فرنسا سلطة الإشراف على الأمن الجوي والبحري، وتخوّل لها مواصلة نفوذها وسلطتها على المؤسسات الأمنية. وقد صرح بعض جماعة الحزب القديم الذي كان يتزعمه الشيخ عبد العزيز الثعالبي بأن «الاتفاقيات تمثل مؤامرة استعمارية جديدة».
وداخل الحزب الحر الدستوري نفسه، ارتفعت أصوات للتنديد بالاتفاقيات، معبرة بذلك عن مساندتها لصالح بن يوسف. وقد زعزع الخلاف بين الزعيمين الكبيرين المجموعات الوطنية الأخرى، مثل اتحاد النقابات واتحاد الطلبة باثاً في صفوفها الصراعات والانقسامات. وكان واضحاً، ان البلاد مقبلة على تطورات خطيرة قد تقوّض تلك الفرحة العارمة التي هزّت الشعب التونسي عند إعلان فرنسا عن قبولها منح تونس استقلالها الداخلي.

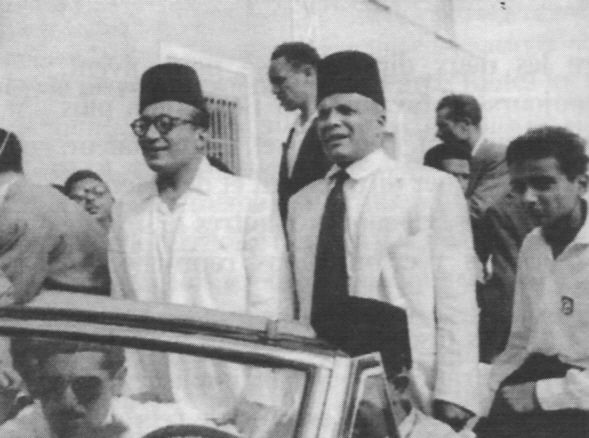
بن يوسف مع الزعيم بورقيبة يوم عودته إلى تونس في 13 سبتمبر 1955

وفي 13 سبتمبر 1955، عاد صالح بن يوسف إلى تونس، فخصّ باستقبال جماهيري كبير، وكان بورقيبة في مقدمة مستقبليه. وعندما شاهدتهما الجماهير وهما يسيران جنباً إلى جنب، ازدادت حماساً وفرحاً، ذلك أنها اعتقدت أن الزعيمين تصالحا وان جميع الخلافات القائمة بينهما قد سويت. وقد ازداد اقتناعها بذلك لما أطلّ الزعيمان من شرفة بيت صالح بن يوسف للرد على تحياتها وهتافاتها. ثم خطب صالح بن يوسف مركزاً على أن الاتفاقيات منقوصة وأنها تمثل خطراً كبيراً على «استقلالنا وحريتنا». وأجابه بورقيبة بأن هذه الاتفاقيات إيجابية لأنها تخلّص تونس من الإدارة الاستعمارية، غير أنها لا توقف ولن توقف مسيرة تونس نحو استقلالها التام. وهنا بدا واضحاً للجميع أن كل واحد من الزعيمين متمسك بموقفه وان الخلافات لا تزال قائمة بينهما. وعندئذ انطفأت الفرحة في قلوب الجماهير المتراصة فانسحبت حزينة.
وفي يوم 7 أكتوبر (تشرين الأول)، ألقى الزعيم صالح بن يوسف خطاباً حماسياً أمام جامع الزيتونة أعلن فيه من جديد رفضه القاطع لاتفاقيات الاستقلال الداخلي، محرّضاً على ضرورة مواصلة الكفاح المسلح من أجل الحصول على الاستقلال التام ودعم نضال الشعب الجزائري والمغربي للحصول على استقلالهما. وفي الأيام التالية، واصل صالح بن يوسف حملته ضد بورقيبة، محاولاً تأليب الرأي العام ضده، متهما إياه بالكفر وبأنه «عميل للغرب وعدو للعروبة والإسلام». ورغم ذلك، تواصلت المحاولات لإصلاح ذات البين بين الزعيمين، لكن دون أن يفضي ذلك إلى أية نتيجة تذكر. وفي 15 نوفمبر (تشرين الثاني) 1955، عقد الحزب الحر الدستوري مؤتمره العام في مدينة صفاقس عاصمة الجنوب التونسي وحصل بورقيبة على تأييد واضح وصريح من قيادة اتحاد النقابات بزعامة الحبيب عاشور وأحمد بن صالح. وفي نهاية المؤتمر المذكور، اتخذ أنصار بورقيبة قراراً يقضي بطرد صالح بن يوسف من الحزب، غير أن هذا الأخير سارع بتكوين أمانة عامة رافضاً القرار المذكور. وهكذا باتت البلاد بأسرها على حافة حرب أهلية مدمرة.

## المنفى
في 28 جانفي (كانون الثاني) 1956، أصدر المنجي سليم الذي كان آنذاك وزيرا للداخلية أمراً باعتقال البعض من أنصار صالح بن يوسف الذي تمكن من أن يتجاوز الحدود متوجها إلى طرابلس ومنها إلى القاهرة. ويبدو أن السلطات التونسية كانت ترغب في خروجه من البلاد، إذ ان شرطة المرور أوقفت سيارته قرب صفاقس ، غير أن أمراً جاءها من العاصمة يقضي بتركها تمر. وقد التحق الطاهر الأسود وهو أحد قادة الحركة الوطنية المسلحة بصالح بن يوسف في القاهرة . ومعاً شرعا يخططان للقيام بعمليات عسكرية في تونس لزعزعة النظام. أما أنصار صالح بن يوسف في الداخل فقد دبّروا العديد من العمليات لاغتيال بورقيبة، غير أن جميعها منيت بالفشل. وقد ردّ النظام التونسي الجديد على هذه العمليات بقسوة شديدة. وفي بيت قديم بـ «صباط الظلام» ، بنهج الباشا، بقلب المدينة العتيقة بالعاصمة، اخضع العديد من أنصار صالح بن يوسف إلى عمليات تعذيب وحشية قضى البعض منهم بسببها.
وقد ازدادت مواقف بورقيبة صلابة عندما قبلت فرنسا منح تونس استقلالها التام وذلك يوم 20 مارس (آذار) 1956، أي عقب مضيّ 9 شهور فقط على امضاء اتفاقيات الاستقلال الداخلي. ومن المؤكد أن وضع المنطقة برمّتها كان عاملاً حاسماً في ذلك، فقد كانت نيّة فرنسا هي الانفراد بالجزائر، حيث كانت حرب التحرير الشعبية على أشدها هناك. وكانت تعلم جيدا أنه يصعب عليها مواجهة البلدان المغاربية مجتمعة، لذا عجلت بمنح المغرب ثم تونس استقلالهما، مانحة بذلك بورقيبة فرصة تحقيق انتصار سياسي آخر خوّل له شرعية قيادة البلاد.
ورغم أن صالح بن يوسف واصل حملته الدعائية ضد بورقيبة انطلاقا من القاهرة ومن عدة أماكن أخرى، فإن المساعي ظلت مستمرة لعقد مصالحة بينه وبين بورقيبة الذي طلب من السلطات السويسرية مطلع عام 1961، ترتيب لقاء بينه وبين خصمه، وقد وافق صالح بن يوسف على هذا اللقاء، غير أنه اشترط أن يكون مصحوبا برجال من الأمن السويسري ، الشيء الذي أغضب بورقيبة كثيراً. وفي النهاية تمّ اللقاء بين الزعيمين في أحد الفنادق بزيوريخ بحضور وسيلة زوجة بورقيبة وسكرتيره الخاص علالة العويتي وبشير زرق العيون وهو من جزيرة جربة مثل صالح بن يوسف وبه تربطه علاقة قرابة قوية وتوفيق الترجمان سفير تونس بسويسرا وزوج ابنة وسيلة وكان ذلك في شهر فيفري (شباط) 1961. وحسب المعلومات المتوفرة، فإن اللقاء لم يعد بطريقة جيدة، وغلب عليه منذ البداية التشنج والانفعال. فقد مدّ بورقيبة يده لمصافحة صالح بن يوسف غير أن هذا الأخير رفض ذلك. مع ذلك تجاوز بورقيبة هذه الإهانة وخاطب خصمه قائلا: «إنني احترمك كثيراً وأريد أن نتعانق وأن ننتهي من خلافاتنا التي لم يعد لها في الواقع سبب يذكر، خصوصاً وقد أحرزنا على استقلالنا، إذن فلنضطلع بهذه المهمة معاً، أما الباقي فقد كنت أنا على حق، وكنت أنت مخطئاً، ذلك لأن الاتفاقيات الفرنسية ـ التونسية لم تكن خطوة إلى الوراء، بل كانت خطوة إلى الأمام». وغاضبا ردّ صالح بن يوسف قائلا: «ليس صحيحاً، وما زلت اعتبر الاتفاقيات خطوة إلى الوراء، والاستقلال الصوري الذي تحدثني عنه ليس إلا كارثة على تونس وعلى الثورة الجزائرية التي أعلم أنك تتآمر عليها». ورد النقاش يحتد بين الزعيمين إلى أن بلغ التوتر درجة قصوى وانقلب اللقاء إلى صياح وتبادل للشتائم والكلمات النابية. وأخيراً اضطرت الشرطة السويسرية للتدخل مخرجة صالح بن يوسف من صالون الفندق.
وتؤكد بعض المعلومات، ان الرئيس بورقيبة أمضى الليلة وهو في حالة استياء وغضب شديدين وانه لم يذق طعم النوم. وقد يكون تفوّه بكلمات شجعت الذين حضروا اللقاء على الشروع في إعداد خطة لتصفية صالح بن يوسف. ويقول بعض من المقربين منه، إن بورقيبة لم يعط أمراً مباشراً بقتل خصمه، غير أنه سكت عن ذلك لما قضي الأمر، بل ومنح أوسمة في احتفال رسمي لمن دبّروا عملية الاغتيال تلك،

## الاغتيال
والشيء المؤكد أن من دبروا مؤامرة الاغتيال اختاروا الوقت المناسب لها. ففي مطلع صيف 1961، بدأت تونس تعدّ نفسها لخوض معركة الجلاء عن بنزرت، وبفضل ذلك تمكن بورقيبة من كسب تأييد واسع في الداخل والخارج، من ذلك تأييد الرئيس المصري جمال عبد الناصر، الذي كان يحتضن صالح بن يوسف ويدعمه مادياً ومعنوياً. وبما أن الرأي العام التونسي والعربي وحتى العالمي كان منشغلاً بهذه المعركة الجديدة بين تونس وفرنسا، فإن مدبري مؤامرة اغتيال صالح بن يوسف سارعوا بتنفيذها بعد أن أعدوا خطة محكمة لذلك. ففي 2 جوان 1961، غادر الزعيم صالح بن يوسف القاهرة مع زوجته متوجها إلى ألمانيا قصد عرض نفسه على طبيب خاص، وبعد ذلك بحوالي شهرين، وتحديدا في 11 أغسطس، كان بن يوسف يتهيأ للسفر إلى كوناكري لحضور مؤتمر الحزب الديمقراطي الغيني بدعوة من الرئيس أحمد سيكو توري. وفي ذلك اليوم، اتصل به ابن أخت قريبه، البشير زرق العيون، الذي كان يعيش في ألمانيا طالباً منه بإلحاح شديد الالتقاء بخاله «أعني البشير زرق العيون» بهدف إعداد لقاء جديد بينه وبين بورقيبة. وقد وافق الزعيم صالح بن يوسف على ذلك اللقاء الذي اتفق على أن يتم في الساعة السادسة مساء في فندق «رويال» بمدينة فرانكفورت الألمانية.
وصل الزعيم صالح بن يوسف إلى الفندق المذكور في الموعد المحدد، وكان أول شيء لفت نظره هو أن ليس هناك صالون، لذا طلب من زوجته أن تنتظره في مقهى مجاور مؤكداً لها أنه لن يتأخر أكثر من نصف ساعة. بعدها صعد إلى غرفة ابن أخت البشير زرق العيون، وعند وصوله إليها تبين له أن البشير زرق العيون ليس موجوداً، فلما استفسر عن سبب ذلك، ردّ عليه ابن الأخت بأن خاله لن يتأخر طويلاً وأنه في الطريق إلى الفندق. فلما جلس الزعيم صالح بن يوسف على المقعد، خرج له قاتلان من غرفة الحمام التي كانت خلفه ليردياه قتيلاً بكاتم الصوت.
بعد أشغال هيأة الحقيقة والكرامة، أحيل ملف الاغتيال على أنظار الدائرة الجنائية المختصة في العدالة الانتقالية بتونس العاصمة. و وجّهت الاتهام فيها لكل من رئاسة الجمهورية والحرس الرئاسي و وزارة الداخلية و الخارجية وسفارة تونس بألمانيا بسبب المشاركة و المانيا لتستّرها على الجناة. أما الأشخاص فوُجّهت تهمة القتل العمد مع سابقية الإضمار لكل من الحبيب بورقيبة وبشير زرق العيون و حسن بن عبد الله الورداني وقد حفظت التهمة في حقهم بسبب الوفاة. أما عبد الله بن مبروك الورداني ومحمد بن خليفة محرز فلم يتم العثور عليهما. فيما وجّهت تهمة المشاركة في القتل إلى حميدة بن تربوت والذي استمعت الهيأة لشهادته.

## الحياة الشخصية
تزوج صوفية زهير.

## روابط خارجية
- صالح بن يوسف على موقع الموسوعة البريطانية (الإنجليزية)
- صالح بن يوسف على موقع مونزينجر (الألمانية)